# ابراهیم فروزش
فروزش فارغ‌التحصیل رشته کارگردانی از دانشکده هنرهای دراماتیک است. او فعالیت هنری‌اش را از سال ۱۳۴۹ در مرکز سینمایی کانون پرورش فکری کودکان و نوجوانان آغاز کرد. شروع فعالیت سینمایی او در سال ۱۳۵۲ با نوشتن فیلمنامه فیلم کوتاه سیاه پرنده بود. فروزش نخستین فیلم‌اش را با نام کلید، در سال ۱۳۶۵ کارگردانی کرد. دومین ساخته وی، خمره، در سال ۱۹۹۴ میلادی برای اولین بار جایزه یوزپلنگ طلایی را برای سینمای ایران از جشنواره لوکارنو به ارمغان آورد. جایزه‌ای که تنها یک بار دیگر در سال ۱۹۹۷ میلادی توسط جعفر پناهی تکرار شده‌است.

## فیلم‌شناسی

### کارگردان
- سامو بندری (مجموعه تلویزیونی ١۴٠٢ از شبکه یک سیما)
- شیر تو شیر (۱۳۹۰)
- سنگ اول (۱۳۸۸)
- زمانی برای دوست داشتن (۱۳۸۶)
- هامون و دریا (۱۳۸۶)
- بچه‌های نفت (۱۳۷۸)
- مرد (۱۳۷۶)
- نخل (۱۳۷۴)- فیلم مستند
- خمره (۱۳۷۰)
- کلید (۱۳۶۴)
- نگاه (۱۳۶۲)- فیلم مستند
- ارگ بم (۱۳۵۱) - فیلم مستند

### فیلمنامه‌نویس
- سنگ اول (۱۳۸۸)
- هامون و دریا (۱۳۸۶)
- بچه‌های نفت (۱۳۷۸)
- مرد کوچک (۱۳۷۶)
- قصه‌های بازار (۱۳۷۴)
- قربانی (۱۳۷۱)
- خمره (۱۳۷۰)
- زال و سیمرغ به همراهی علی اکبر صادقی(۱۳۵۶)

### مشاور کارگردان
- روز روشن (۱۳۹۱)

## جایزه‌ها
- نامزد لوح زرین بهترین کارگردانی برای فیلم کلید در پنجمین دوره جشنواره فیلم فجر، ۱۳۶۵
- برنده سیمرغ بلورین بهترین فیلم دوم برای فیلم خمره در دهمین دوره جشنواره فیلم فجر، ۱۳۷۰
- برنده یوزپلنگ طلایی برای فیلم خمره در جشنواره فیلم لوکارنو، سوئیس ۱۹۹۴ (میلادی)
- دومین فیلم سال برای فیلم کلید در پنجمین دوره منتخب نویسندگان و منتقدان، ۱۳۶۹ (بهترین‌های سال)